# Campiglossa sinensis
Campiglossa sinensis är en tvåvingeart som beskrevs av Chen 1938. Campiglossa sinensis ingår i släktet Campiglossa och familjen borrflugor. Inga underarter finns listade.